# Hospital Ernesto Dornelles

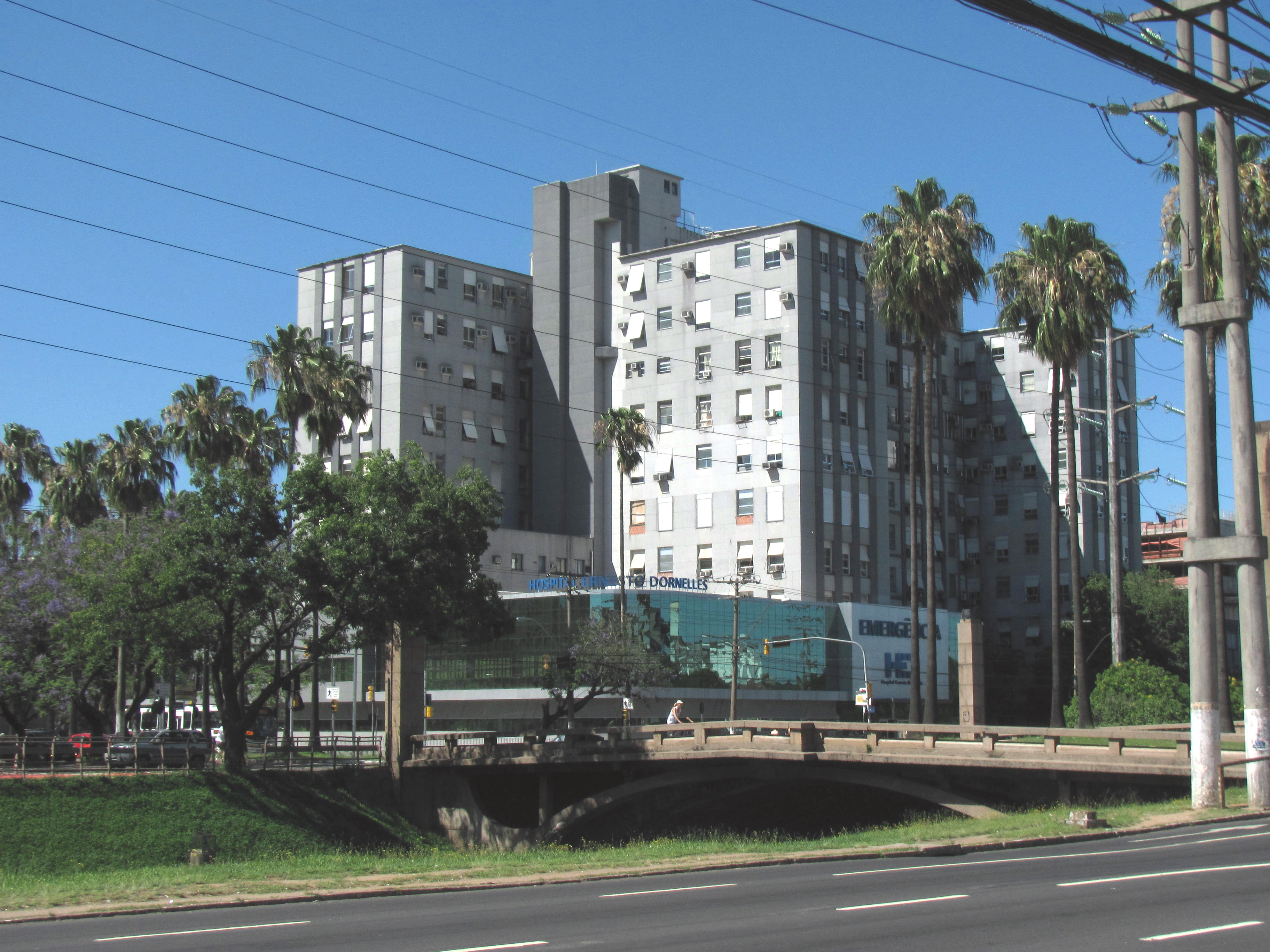
Hospital Ernesto Dornelles, em 2013.

O Hospital Ernesto Dornelles (HED) é um hospital da cidade de Porto Alegre, capital do estado brasileiro do Rio Grande do Sul. Foi inaugurado em 30 de junho de 1962. O Hospital está localizado na Avenida Ipiranga, n.° 1801, bairro Azenha.
O hospital recebeu o nome em homenagem a Ernesto Dornelles, senador pelo Rio Grande do Sul, governador e ministro da Agricultura. A homenagem deve-se ao importante incentivo que ele deu para a construção do hospital durante a época em que governou o Estado.

## História

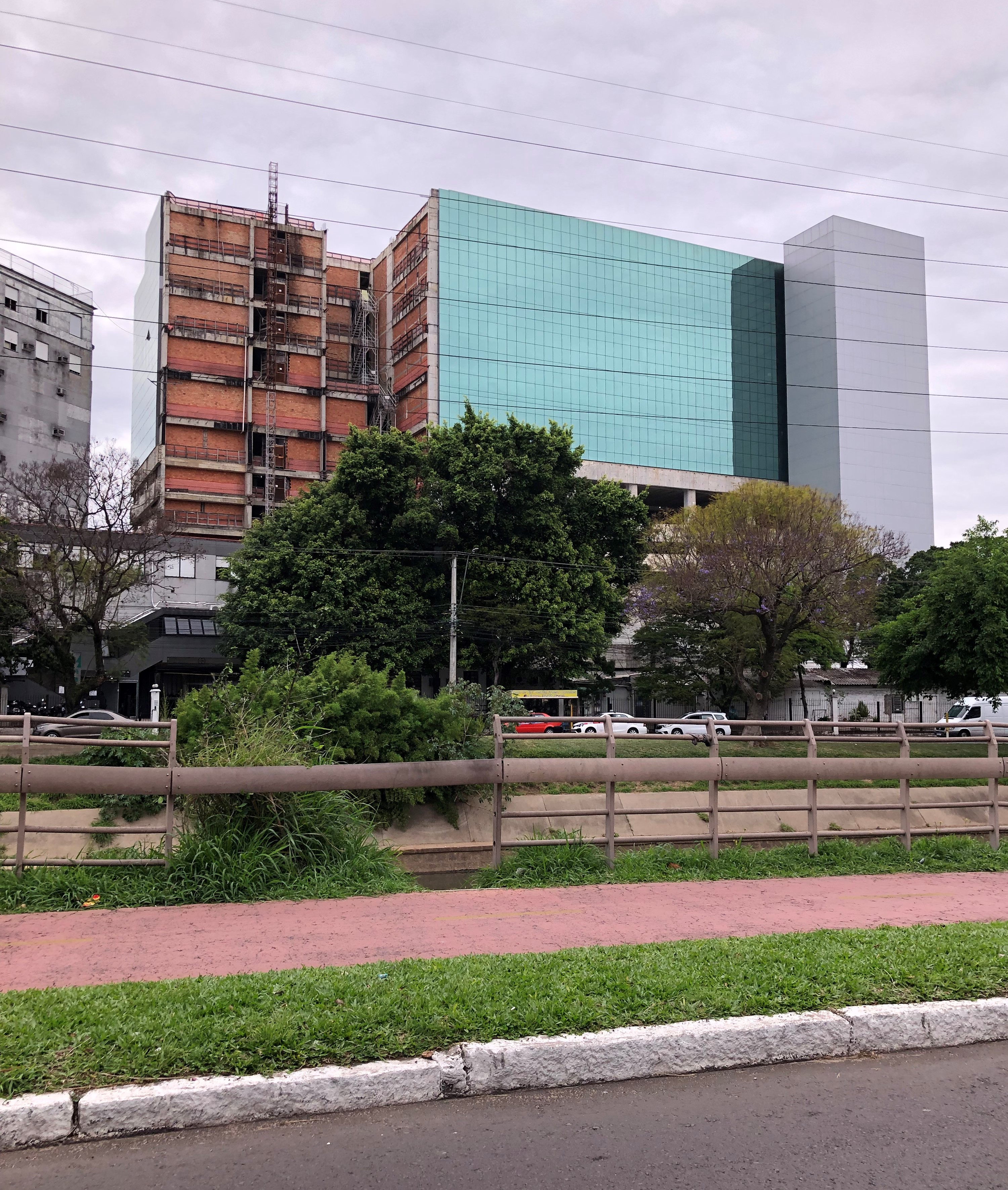
Ampliação do HED, em 2021.

A construção teve início em 1946, num terreno doado pela prefeitura. Em 13 de junho de 1961, foi realizada a 1º reunião da Comissão Estruturadora. Em 10 de novembro de 1961, foram iniciados os trabalhos para organização da Residência Médica, uma das pioneiras no país. Em 28 de outubro de 1964 foi inaugurada a Unidade de Tratamento Intensivo Adulto e Pediátrico, primeiro serviço organizado no gênero no Estado e um dos poucos do país. Em 9 de outubro de 1976, foi autorizado o funcionamento da Escola de Auxiliares de Enfermagem do HED. Em 3 de julho de 1996, foi inaugurado o Complexo do Centro de Tratamento Intensivo e Unidade de Cuidados Intermediários, com características modernas de atendimento, sendo uma das mais completas e equipadas do Brasil.

### Pioneirismo
O Hospital Ernesto Dornelles tem uma tradição de pioneirismo e inovações técnicas, na trajetória da medicina gaúcha e brasileira:
- Primeiro hospital privado do Rio Grande do Sul a ter Sala de Recuperação pós-anestésica;
- Primeiro hospital privado do Rio Grande do Sul a ter UTI;
- Primeiro hospital privado do Rio Grande do Sul a contar com Residência Médica;
- Primeiro hospital do Brasil a ter Comissão de Controle de Infecção Hospitalar; e
- Primeiro hospital do Rio Grande do Sul a ter Sala Híbrida em bloco cirúrgico.

## HED em números
• 1254 colaboradores;
• 2.000 médicos credenciados no corpo clínico, que atendem a 33 especialidades;
• 291 leitos;
• Emergência adulto 24h;
• Maternidade com 3 salas de parto/cesárea, 8 leitos de UCI e 10 leitos de UTI Neo-Natal e infantil;
• Unidade de Tratamento Intensivo adulto com 12 leitos; e
• Moderno Centro Cirúrgico com 12 salas cirúrgicas, 3 salas para procedimentos ambulatoriais e 36 leitos de Recuperação Pós-Anestésica (ambulatorial e internação).